# Protein-coated disc
Protein-Coated Disc (PCD), disc acoperit cu proteine, este o tehnologie de disc optic ce presupune “căptușirea” unui DVD normal cu pigmentul fotosintetic bacteriorodopsină (BR), o proteină sensibilă la lumină, obținută din microorganisme modificate genetic (Halobacterium salinarum, arhee care trăiește în mlaștini sărate). 
Cantitatea de informații care poate fi stocată este foarte densă, iar capacitatea de stocare crește foarte mult deoarece aceste proteine au doar câțiva nanometri (aproximativ 2nm). Teoretic, un disc PCD ajunge la capacitatea de stocare de până la 50 TB. În practică, capacitatea ar fi probabil limitată de dimensiunea focalizării luminii, astfel încât un disc DVD ar putea fi capabil să conțină ~ 50 GB … 240 GB. Există, de asemenea, posibilitatea de a realiza rate de transfer a datelor de câteva picosecunde. 
Tehnologia PCD este dezvoltată de profesorul indian Venkatesan Renugopalakrishnan la Florida International University și Northeastern University, Boston în colaborare cu NEC Corporation. În iulie 2007 au fost lansate două prototipuri, o unitate USB și un DVD. În prezent, lucrările privind tehnologia PCD au fost abandonate.
Tehnologia PCD a fost prezentată la Conferința internațională privind nanoștiința și nanotehnologia (ICONN2006) din Brisbane, în iulie 2006. Spre deosebire de alte tehnologii optice, această tehnologie acoperă discul cu mii de proteine de bacteriorodopsină activate cu lumină numite  care se transformă temporar într-o serie de molecule intermediare atunci când sunt expuse la lumina soarelui și pot rezista la temperaturi de până la 140° C și presiuni peste 300GPa. Această bacterie stochează lumina soarelui sub formă de energie chimică. Când lumina cade pe ea, formează o serie de intermediari, cu formă și culoare specifice, înainte de a reveni din nou la „starea inițială”. Această proprietate permite proteinelor să acționeze ca biți individuali capabili să reprezinte sau să stocheze semnale digitale (1 și 0) fiind candidați ideali pentru blocuri de construcție pe bază de proteine pentru dispozitive electronice viitoare. Cu toate acestea, deoarece moleculele au tendința de a reveni la starea lor inițială după o perioadă scurtă de timp, cercetătorii au modificat ADN-ul pentru a crea proteine capabile să rămână în stare intermediară timp de câțiva ani. Dacă starea de bază este considerată 0 și intermediarul este reprezentată de 1 și poate fi păstrată în această stare ani de zile, atunci există suport de stocare digitală. Pentru citirea datelor o proteină în „stare de bază” este considerată 0 și o proteină în oricare dintre stările intermediare este considerată 1. Pentru a scrie informații, este nevoie de un laser care să afecteze proteinele și să le modifice starea.
Există, de asemenea, diferite modalități de implementare a mecanismelor de citire și scriere în înregistrarea discurilor proteice, iar metodele convenționale utilizate pentru a urmări poziția biților din unitățile magnetice și optice actuale ar putea fi utilizate pentru mecanismul de citire pe discurile acoperite cu proteine.